# McMurry-reactie

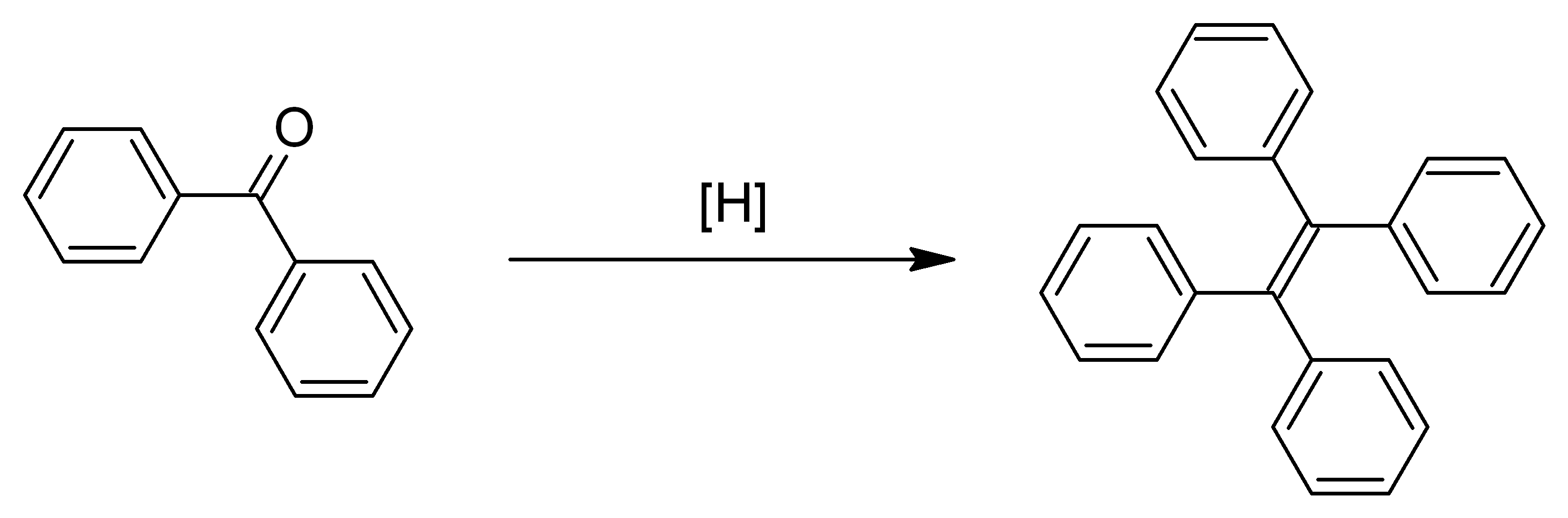
De McMurry-reactie van benzofenon

De McMurry-reactie is een  organische reactie waarin twee ketonen of aldehyden gekoppeld worden tot een alkeen met een titanium(II)-verbinding als reductor. De reactie is vernoemd naar medeontdekker John E. McMurry. De McMurry-reactie gebruikte oorspronkelijk een mengsel van TiCl3 en LiAlH4 welke het actieve reagens vormde. Gerelateerde verbindingen zijn gemaakt met een combinatie van TiCl3 of TiCl4 met andere reductoren zoals kalium, zink en magnesium.

## Reactiemechanisme
Deze reductieve koppeling kan gezien worden als een tweestapsreactie. Eerst is er de vorming van een pinacolaatcomplex (1,2-diolaatcomplex), een stap die gelijk is aan de pinacolkoppeling. De tweede stap is de deoxygenering van het pinacolaat wat het alkeen geeft. De tweede stap maakt gebruik van de oxofilie van titaan.

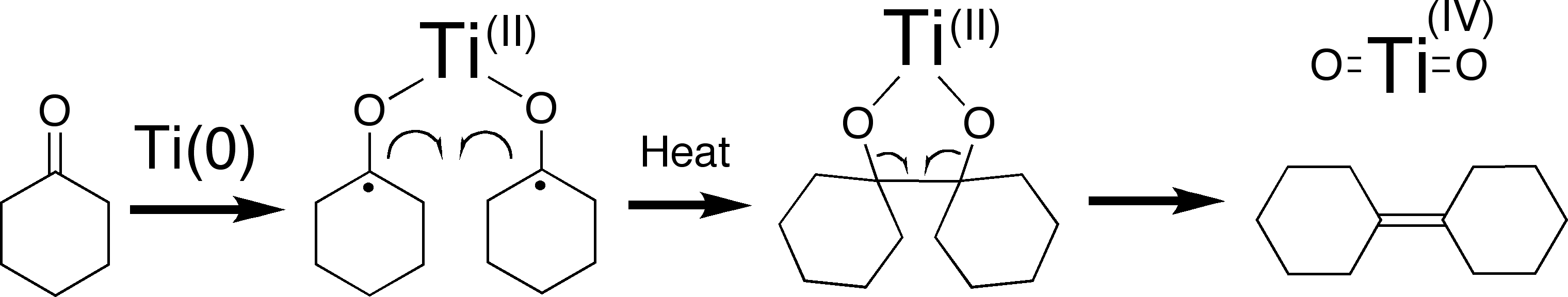
In dit vereenvoudigd schema geeft laagvalent Ti één elektron aan elk van de twee carbonylbindingen, gevolgd door deoxygenering van het gevormde titaniumcomplex, wat het alkeen en titanium(IV)oxide geeft.

Verscheidene mechanismen zijn geopperd voor deze reactie. Laagvalente titaniumverbindingen geven koppeling van de carbonylen via één-elektron-overdracht aan de carbonylgroepen. De vereiste laagvalente titaniumverbinding wordt gemaakt via reductie, gewoonlijk met zinkpoeder. De reactie wordt vaak uitgevoerd in THF wat het gevormde complex oplost. De aard van de gevormde titaniumverbinding hangt af van de omstandigheden. Bogdanovic en Bolte hebben de aard en mechanisme van het actieve complex in een aantal klassieke McMurry-systemen bekeken en geïdentificeerd.

## Achtergrond en gebruik
De eerste publicatie van Mukaiyama was een reductieve koppeling van ketonen met gereduceerde titaniumreagentia. McMurry en Fleming koppelden retinal om caroteen te geven door gebruik te maken van een mengsel van titanium(III)chloride en lithiumaluminiumhydride. Andere symmetrische alkenen werden op soortgelijke manier gemaakt, bijvoorbeeld citevon uit adamantanon en tetrafenylethyleen uit benzofenon. Een McMurry-reactie die gebruikmaakt van titanium(IV)chloride en zink wordt gebruikt in de synthese van eerste-generatie moleculaire motoren.

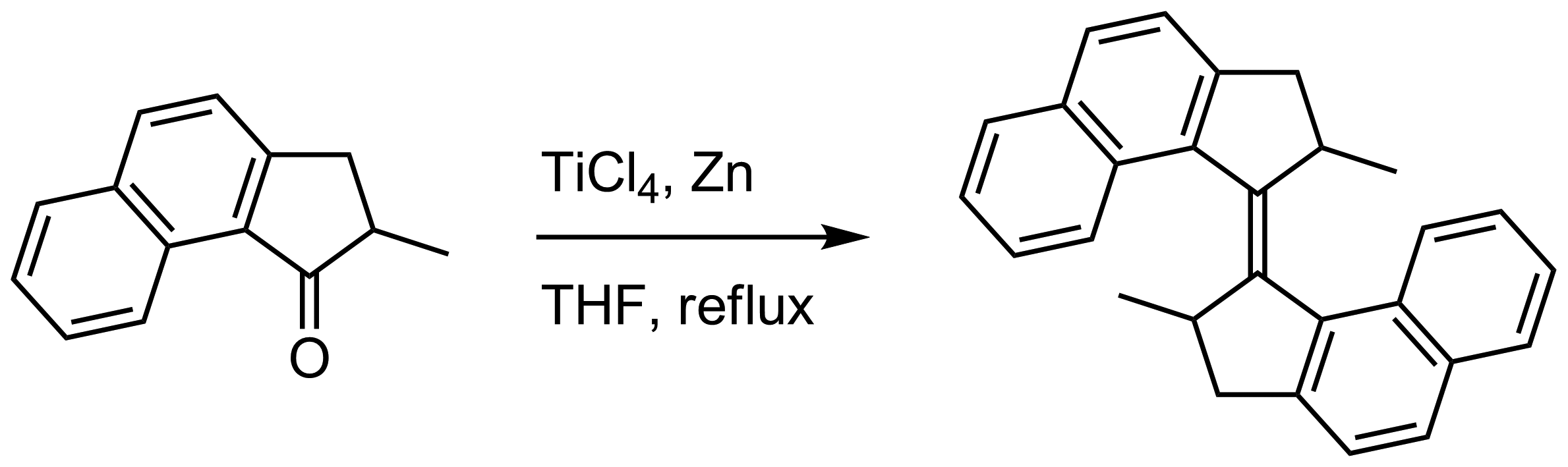
McMurry-koppeling voor een moleculaire motor

Nicolaou's totaalsynthese van taxol maakt gebruik van de McMurry-reactie. Geoptimaliseerde reactieprocedures gebruiken het dimethoxyethaancomplex van TiCl3 gecombineerd met Zn(Cu).